# Filmografia de Jack Nicholson

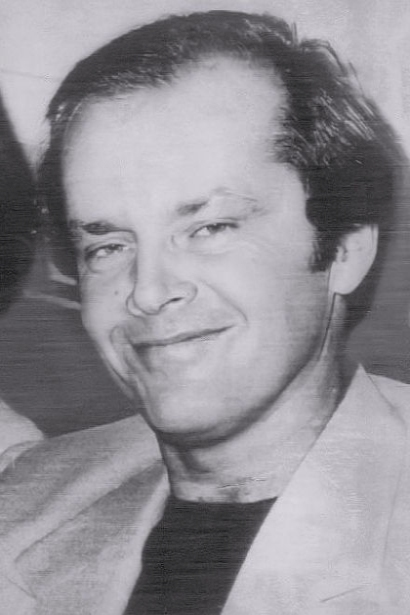
Jack Nicholson, 1976

Segue abaixo a filmografia do ator, diretor, produtor e roteirista americano, Jack Nicholson.

## Cinema
| Ano  | Título                             | Título em Português (BR)      | Papel                                          | Notas                                     |
| ---- | ---------------------------------- | ----------------------------- | ---------------------------------------------- | ----------------------------------------- |
| 1958 | The Cry Baby Killer                |                               | Jimmy Wallace                                  |                                           |
| 1960 | Too Soon to Love                   | Cedo Demais para Amar         | Buddy                                          |                                           |
| 1960 | The Wild Ride                      |                               | Johnny Varron                                  |                                           |
| 1960 | The Little Shop of Horrors         | A Pequena Loja dos Horrores   | Wilbur Force                                   |                                           |
| 1960 | Studs Lonigan                      | Uma Vida de Pecado            | Weary Reilly                                   |                                           |
| 1962 | The Broken Land                    |                               | Will Brocious                                  |                                           |
| 1963 | The Raven                          | O Corvo                       | Rexford Bedlo                                  |                                           |
| 1963 | The Terror                         | Sombras do Terror             | Andre Duvalier                                 |                                           |
| 1963 | Thunder Island                     |                               |                                                | Co-roteirista                             |
| 1964 | Flight to Fury                     |                               | Jay Wickham                                    | Também roteirista                         |
| 1964 | Back Door to Hell                  | Guerrilheiros do Pacífico     | Burnett                                        |                                           |
| 1964 | Ensign Pulver                      | O Barco do Desespero          | Dolan                                          |                                           |
| 1965 | Ride in the Whirlwind              | A Vingança de um Pistoleiro   | Wes                                            | Filme de TV; também produtor e roteirista |
| 1966 | The Shooting                       | Disparo para Matar            | Billy Spear                                    | Filme de TV; também produtor              |
| 1967 | The St. Valentine's Day Massacre   | O Massacre de Chicago         | Gino, Hit Man                                  | Não creditado                             |
| 1967 | Hells Angels on Wheels             | As Motos Diabólicas           | Poet                                           |                                           |
| 1967 | The Trip                           | Viagem ao Mundo da Alucinação |                                                | Roteirista                                |
| 1968 | Psych-Out                          | Busca Alucinada               | Stoney                                         |                                           |
| 1968 | Head                               | Os Monkees Estão Soltos       | Ele mesmo                                      | Também produtor e roteirista              |
| 1969 | Easy Rider                         | Sem Destino                   | George Hanson                                  |                                           |
| 1970 | On a Clear Day You Can See Forever | Num Dia Claro de Verão        | Tad Pringle                                    |                                           |
| 1970 | The Rebel Rousers                  | Rebeldia Violenta             | Bunny                                          |                                           |
| 1970 | Five Easy Pieces                   | Cada Um Vive como Quer        | Robert Eroica Dupea                            |                                           |
| 1971 | Carnal Knowledge                   | Ânsia de Amar                 | Jonathan Fuerst                                |                                           |
| 1971 | A Safe Place                       | Refúgio Seguro                | Mitch                                          |                                           |
| 1971 | Drive, He Said                     | O Amanhã Chega Cedo Demais    |                                                | Diretor, produtor e roteirista            |
| 1972 | The King of Marvin Gardens         | O Dia dos Loucos              | David Staebler                                 |                                           |
| 1973 | The Last Detail                    | A Última Missão               | Signalman 1st Class Billy L. "Badass" Buddusky |                                           |
| 1974 | Chinatown                          |                               | J. J. "Jake" Gittes                            |                                           |
| 1975 | The Passenger                      | Profissão: Repórter           | David Locke                                    |                                           |
| 1975 | The Fortune                        | O Golpe do Baú                | Oscar Sullivan também conhecido como Oscar Dix |                                           |
| 1975 | One Flew Over the Cuckoo's Nest    | Um Estranho no Ninho          | Randle Patrick "Mac" McMurphy                  |                                           |
| 1975 | Tommy                              |                               | The Specialist                                 |                                           |
| 1976 | The Missouri Breaks                | Duelo de Gigantes             | Tom Logan                                      |                                           |
| 1976 | The Last Tycoon                    | O Último Magnata              | Brimmer                                        |                                           |
| 1978 | Goin' South                        | Com a Corda no Pescoço        | Henry Lloyd Moon                               | Também diretor                            |
| 1980 | The Shining                        | O Iluminado                   | Jack Torrance                                  |                                           |
| 1981 | The Postman Always Rings Twice     | O Destino Bate à Sua Porta    | Frank Chambers                                 |                                           |
| 1981 | Ragtime                            | Na Época do Ragtime           | Pirate at beach                                | Não creditado                             |
| 1981 | Reds                               |                               | Eugene O'Neill                                 |                                           |
| 1982 | The Border                         | Fronteira da Violência        | Charlie Smith                                  |                                           |
| 1983 | Terms of Endearment                | Laços de Ternura              | Garrett Breedlove                              |                                           |
| 1985 | Prizzi's Honor                     | A Honra do Poderoso Prizzi    | Charley Partanna                               |                                           |
| 1986 | Heartburn                          | A Difícil Arte de Amar        | Mark Forman                                    |                                           |
| 1987 | The Witches of Eastwick            | As Bruxas de Eastwick         | Daryl Van Horne                                |                                           |
| 1987 | Broadcast News                     | Nos Bastidores da Notícia     | Bill Rorich                                    |                                           |
| 1987 | Ironweed                           |                               | Francis Phelan                                 |                                           |
| 1989 | Batman                             | Batman                        | Jack Napier / The Joker                        |                                           |
| 1990 | The Two Jakes                      | A Chave do Enigma             | J. J. "Jake" Gittes                            | Também diretor e produtor não creditado   |
| 1992 | Man Trouble                        | Cão de Guarda                 | Eugene Earl Axline / Harry Bliss               |                                           |
| 1992 | A Few Good Men                     | Questão de Honra              | Colonel Nathan R. Jessup                       |                                           |
| 1992 | Hoffa                              | Hoffa - Um Homem, Uma Lenda   | James R. "Jimmy" Hoffa                         |                                           |
| 1994 | Wolf                               |                               | Will Randall                                   |                                           |
| 1995 | The Crossing Guard                 | Acerto Final                  | Freddy Gale                                    |                                           |
| 1996 | Blood and Wine                     | Sangue & Vinho                | Alex Gates                                     |                                           |
| 1996 | The Evening Star                   | O Entardecer de uma Estrela   | Garrett Breedlove                              |                                           |
| 1996 | Mars Attacks!                      | Marte Ataca!                  | President James Dale / Art Land                |                                           |
| 1997 | As Good as It Gets                 | Melhor é Impossível           | Melvin Udall                                   |                                           |
| 2001 | The Pledge                         | A Promessa                    | Jerry Black                                    |                                           |
| 2002 | About Schmidt                      | As Confissões de Schmdit      | Warren R. Schmidt                              |                                           |
| 2003 | Anger Management                   | Tratamento de Choque          | Dr. Buddy Rydell                               |                                           |
| 2003 | Something's Gotta Give             | Alguém Tem que Ceder          | Harry Sanborn                                  |                                           |
| 2006 | The Departed                       | Os Infiltrados                | Francis "Frank" Costello                       |                                           |
| 2007 | The Bucket List                    | Antes de Partir               | Edward Cole                                    |                                           |
| 2010 | I'm Still Here                     | Eu Ainda Estou Aqui           | Ele Mesmo                                      |                                           |
| 2010 | How Do You Know                    | Como Você Sabe                | Charles Madison                                |                                           |

## Televisão
| Ano       | Título                    | Papel                        | Notas                          |
| --------- | ------------------------- | ---------------------------- | ------------------------------ |
| 1956      | NBC Matinee Theater       | Filho do Músico              | Episódio: "Are You Listening?" |
| 1960      | Mr. Lucky                 | Martin                       | Episódio: "Operation Fortuna?" |
| 1960      | The Barbara Stanwyck Show | Bud                          | Episódio: "The Mink Coat"      |
| 1961      | Tales of Wells Fargo      | Tom Washburn                 | Episódio: "That Washburn Girl" |
| 1961      | Sea Hunt                  | John Stark                   | Episódio: "Round Up"           |
| 1961      | Bronco                    | Bob Doolin                   | Episódio: "The Equalizer"      |
| 1962      | Hawaiian Eye              | Tony Morgan                  | Episódio: "Total Eclipse"      |
| 1966      | Dr. Kildare               | Jaime Angel                  | 4 episódios                    |
| 1966-1967 | The Andy Griffith Show    | Marvin Jenkins / Sr. Garland | 2 episódios                    |
| 1967      | The Guns of Will Sonnett  | Tom Murdock                  | Episódio: "A Son for a Son"    |
| 1986      | Elephant's Child          | Narrador                     | Curta de TV                    |